# 木上益治
木上 益治（きがみ よしじ、1957年〈昭和32年〉12月28日 - 2019年〈令和元年〉7月18日）は、日本の男性アニメーター、アニメーション演出家、アニメーション監督。京都アニメーション取締役。大阪府出身。

## 来歴
幼少期に、ディズニー作品や手塚アニメ、『バットマン』や『スパイダーマン』などのアメリカンコミックを見てアニメーションを志す。
2年間働いて学費を貯めた末に、東京都内の専門学校東京デザイナー学院に入学し、ガソリンスタンドでアルバイトをしながら通学した。在学中の1979年にシンエイ動画の募集広告を雑誌で見つけて応募して採用され、専門学校は中退した。同期に大塚正実、一年後輩に奈須川充らがいる。
シンエイ動画では、通常は入社から8年から10年の経験が必要と言われる作画監督に約2年で昇格し、『怪物くん』シリーズなどを担当しつつ、夜間にも別のアニメの仕事に就いていた。
1982年、6人の同僚と共に独立し、あにまる屋（現：エクラアニマル）を設立。その頃には「木上に描けないものはない」と呼ばれるほどに業界に知れ渡り、名指しで仕事の依頼が入ることもあった。
1990年に「地元の大阪で母親の面倒を見たい」という理由であにまる屋を退職。翌年、京都アニメーションに入社し、同社が躍進するための大きな原動力となった。更に、京都アニメーションプロ養成塾・アニメーター科の講師も務めるなど、若手の育成にも携わっていた。
2019年7月18日に発生した京都アニメーション放火殺人事件に遭遇。その後安否不明状態が続いていたが、8月2日に京都府警察より遺族の同意の上で死亡が公表された。61歳没。
没後、木上が生前唯一描いた絵本『小さなジャムとゴブリンのオップ』（1989年、あにまる屋より自費出版）が、本多敏行らかつての同僚の手によってアニメ化、2024年に完成し公開された。

## 参加作品

### テレビアニメ
1980年
- 怪物くん（-1982年、原画）

1982年
- さすがの猿飛（-1984年、原画）
- スペースコブラ（-1983年、原画）

1983年
- キャッツ・アイ（-1985年、原画）

1984年
- GALACTIC PATROL レンズマン（-1985年、絵コンテ）

1985年
- 三国志（レイアウト・原画）
- ハイスクール!奇面組（-1987年、絵コンテ・原画）

1986年
- ロボタン（作画監督）

1990年
- 八百八町表裏 化粧師（-1991年、作画監督）

1992年
- 内田春菊の呪いのワンピース（監督・作画監督）

1997年
- はいぱーぽりす（絵コンテ・演出）※梅庵名義

1998年
- パワーストーン（絵コンテ・演出）※梅庵名義
- ジェネレイターガウル（絵コンテ・演出・原画）※三好一郎名義

1999年
- 週刊ストーリーランド（-2001年、絵コンテ・演出・作画監督・原画）※多田文男名義

2001年
- リアルバウトハイスクール（作画監督・原画）※三好一郎名義

2003年
- フルメタル・パニック? ふもっふ（絵コンテ・演出/作画監督）※三好一郎/多田文男名義

2004年
- AIR（絵コンテ・演出）三好一郎名義

2005年
- フルメタル・パニック! The Second Raid（絵コンテ・演出/原画）※三好一郎/多田文男名義

2006年
- Kanon（第2期）（-2007年、絵コンテ/原画）※三好一郎/多田文雄名義

2007年
- らき☆すた（絵コンテ・演出/作画監督）※三好一郎/多田文男名義
- CLANNAD（絵コンテ・演出・原画/原画）※三好一郎/多田文雄名義

2009年
- 空を見上げる少女の瞳に映る世界（監督・シリーズ構成・脚本・絵コンテ・演出・OP絵コンテ・OP演出）
- けいおん!（原画）※多田文雄名義
- 涼宮ハルヒの憂鬱（2009年版）（絵コンテ・演出）※三好一郎名義

2010年
- けいおん!!（絵コンテ・演出・原画/原画）※三好一郎/多田文雄名義

2011年
- 日常（絵コンテ・演出）※三好一郎名義

2012年
- 氷菓（絵コンテ・演出/原画）※三好一郎/多田文雄名義
- 中二病でも恋がしたい！（絵コンテ・演出）※三好一郎名義

2013年
- たまこまーけっと（絵コンテ・演出/原画）※三好一郎/多田文雄名義
- Free!（演出/原画）※三好一郎/多田文雄名義

2014年
- 中二病でも恋がしたい!戀（原画・OP原画・ED原画）※多田文雄名義

2015年
- 響け!ユーフォニアム（絵コンテ・演出）※三好一郎名義

2016年
- 無彩限のファントム・ワールド（演出）※三好一郎名義
- 響け!ユーフォニアム2（絵コンテ・演出）※三好一郎名義

2017年
- 小林さんちのメイドラゴン（絵コンテ・演出）※三好一郎名義

2018年
- ヴァイオレット・エヴァーガーデン（絵コンテ・演出）※三好一郎名義

### 劇場アニメ
1980年
- ドラえもん のび太の恐竜（動画）

1983年
- ドラえもん のび太の海底鬼岩城（原画）

1984年
- 超人ロック（原画）
- 超時空要塞マクロス 愛・おぼえていますか（原画）

1985年
- ドラえもん のび太の宇宙小戦争（原画）

1987年
- チロヌップのきつね（原画）

1988年
- AKIRA（原画）
- 魁!!男塾（原画）
- 火垂るの墓（原画）

1989年
- ドラえもん のび太の日本誕生（原画）
- ドラミちゃん ミニドラSOS!!!（原画）

1990年
- ドラえもん のび太とアニマル惑星（原画）
- 映画ちびまる子ちゃん 大野君と杉山君（原画）

1991年
- ガンバとカワウソの冒険（原画）

1992年
- ドラえもん のび太と雲の王国（原画）

1993年
- クレヨンしんちゃん アクション仮面VSハイグレ魔王（原画）

1994年
- ウメ星デンカ 宇宙の果てからパンパロパン!（レイアウト）

1995年
- クレヨンしんちゃん 雲黒斎の野望（原画）

1996年
- 新きまぐれオレンジ☆ロード capricious orange road そして、あの夏のはじまり（作画監督）

1999年
- クレヨンしんちゃん 爆発!温泉わくわく大決戦（原画）

2001年
- クレヨンしんちゃん 嵐を呼ぶモーレツ!オトナ帝国の逆襲（原画）
- ドラえもん のび太と翼の勇者たち（オープニングコンテ・演出・オープニング作画監督/原画） ※木上益治/多田文男名義

2009年
- 天上人とアクト人最後の戦い（監督・構成・脚本・絵コンテ・演出）

2010年
- 涼宮ハルヒの消失（レイアウト監修・原画）

2011年
- 映画けいおん!（レイアウト監修・原画）

2014年
- たまこラブストーリー（原画）

2016年
- 映画 ハイ☆スピード！-Free! Starting Days-（原画）
- 劇場版 響け!ユーフォニアム〜北宇治高校吹奏楽部へようこそ〜（絵コンテ・演出）
- 映画 聲の形（絵コンテ・原画）

2017年
- 劇場版 響け！ユーフォニアム〜届けたいメロディ〜（絵コンテ・演出）

2018年
- 映画 中二病でも恋がしたい! -Take On Me-（原画）
- リズと青い鳥（原画） ※多田文男名義

2019年
- 劇場版 響け!ユーフォニアム〜誓いのフィナーレ〜（サポ―ティングスタッフ）

### OVA等
1989年
- いしいひさいちのナンダカンダ劇場1 これが噂の地底人 とにかく上が悪いんや!!（アニメーション）

1990年
- ウルトラ・スーパー・デラックスマン（原画）

1992年
- 新・同棲時代（作画監督）

1998年
- おじいちゃんの花火（人権啓発作品、監督）

2002年
- ゲートキーパーズ21（絵コンテ・演出・作画監督） ※三好一郎/多田文男名義

2003年
- MUNTO（監督・脚本・演出・キャラクター原案）

2005年
- MUNTO 時の壁を越えて（監督・脚本・絵コンテ・演出）

2006年
- フルメタルパニック! The Second Raid 特別版 OVA わりとヒマな戦隊長の一日（原画）

2011年
- 京都アニメーションCM「あじさい編」（原画）

2012年
- 京都アニメーションCM「発想編」（絵コンテ・演出・原画） ※三好一郎/多田文男名義

2013年
- 京都アニメーションCM「水泳編」（原画） ※多田文男名義

2017年
- バジャのスタジオ（監督・原画） ※三好一郎/多田文雄名義

### ゲーム
1998年
- Dancing Blade かってに桃天使!（原画）

1999年
- Dancing Blade かってに桃天使!II〜Tears of Eden〜（原画）

2002年
- 実況パワフルプロ野球9（オープニング監督・オープニング絵コンテ・オープニング作画監督）

2003年
- 実況パワフルプロ野球10（オープニング作画監督）

### コミック
- MUNTO〜ユメミぱらどっくす〜（2006年、ドラゴンエイジピュア3月号） （脚本）

### 挿絵
- ドラゴンギア（1989年12月1日、エニックス文庫） ※さとうとしお名義[2]
- 小さなジャムとゴブリンのオップ（1989年）

## 評価
- 映画『AKIRA』で同じ原画仕事を共にした沖浦啓之からは、「京都ではアニメーターの何たるかは、木上益治さんの背中を見ていれば全てわかる」[14]と評された。
- 井上俊之からは「新人の頃ライバルだったが、結局勝てなかった。アニメのセンスの良さでは未だに勝てない。」[15]と述べた。
- シンエイ動画常務取締役の山田俊秀からは「他の人が描けないカットを作れる人だった。天才的に絵がうまかった。」[5]と評された。
- あにまる屋時代の先輩である福冨博は「画の線がきれいで、迷いがないのが特徴」「大人向けも子ども向けも描ける、数少ない天才」と語っている[2]。
- 京都アニメーションで指導を受けた上宇都辰夫は、その描画を「画面の中でキャラクターが飛び出してくるような感じで、すごく立体的」と形容すると共に「ワンカット、ワンシーンにも最大限の力を注ぐ」「自己満足で終わることなく、見ている人の立場に立って絵を提供していく」姿勢を学んだと証言している[16]。
- あにまる屋時代の後輩である奈須川充は、努力家としての側面から「野球界で言えばイチロー」と形容し、「木上さんの進化のスピードは爆発的で、追いつくのは不可能だと思った」と述べている[2][7]。
- 本多敏行は、シンエイ動画在籍中の1979年に当時の社長から「すごい絵を描く人が来たよ」と木上が面接時に持参した人物画のスケッチブックを見せられた。そのデッサン力や構図から「こんな世界観を表現できる人はどこにもいない」と感じ、すぐに採用するよう進言した[16][7]。また、「色々な作品を作れたが、本当は小さな子供向けの温かいアニメを作りたかったのだろう」と推察している[2]。
- 2019年7月下旬の通夜で泣き続ける木上の母親に対し、京都アニメーション社長の八田英明は「日本一のアニメーターでした」と声を掛けた[17]。
- シンエイ動画時代の後輩だった原恵一は、木上が京都アニメーションに移ってからも『クレヨンしんちゃん』などで重要なシーンの作画を依頼。『オトナ帝国の逆襲』の夕日町の商店街のモブシーンについては「歩く人、自転車に乗る人、買い物をする人、たくさんの人を丁寧に生き生きと描いてくれて素晴らしかった」と評した[18]。

## 逸話
- 飲酒を好み、甘党だった。一方で洗濯を嫌い、下着やセーターも何日か着たら捨て、新しく買っていた[2]。
- プロレス好きであり、特に観戦することを好んでいた。ある日、寿司店でアントニオ猪木やプロレスの悪口を言った隣の客に酒をかけたことがある[2]。
- ヘッドフォンでサザンオールスターズを聴きながら鉛筆を走らせるのが日課だった[1]。
- 新人時代に動画を担当した『ドラえもん』で、野比のび太がひみつ道具の刀を持つシーンにおいて、原画担当の本多敏行が指定していない「ふらつき」の動きを描き加えてきた。本来は越権行為になりかねないが「それを認めさせる実力をすでに備えていた」と本多は語っている[4][7]。原画担当昇格後の『さすがの猿飛』第28話でも、演出の絵コンテには「蹴る」としか指示されていないにもかかわらず、動作を膨らませて「回し蹴り」として描いた[16]。
- 若手の頃は、他社制作のアニメ作品を熱心に研究していた。頻繁にビデオテープをコマ送りして、画面にノイズが発生するまで鑑賞し続けた[16]。天才と呼ばれるのを嫌い、よく「裏でどれだけ努力しているのか、知らないんだよ」と愚痴をこぼしていた[2]。
- 1987年、あにまる屋初代社長の真田芳房が49歳で肝硬変により死去した。会社が加入していた生命保険金の600万円は「会社でお使いください」と遺族が受け取らなかったので、2年後に保険金を元手に絵本『小さなジャムとゴブリンのオップ』を1000部限定で製作・出版した。その際、木上は脚本・作画・キャラクターデザインを担当し、未発表の続編7本の脚本と作画も担当した[2][4]。
- 「妥協するな、我（）を貫け」が口癖で[8]、脚本から絵コンテを製作する際にも、無断で結末を変えることがあった[19]。
- 京都アニメーションの採用・昇格・作画作業の責任者であり、木上に認められた社員だけが原画や演出に昇格できた[19]。
- 40年にわたるアニメーターの経歴において、監督を務めた作品は数作しかない。これは後進の育成に重点を置いたためで「自分よりおもしろいスタッフがいっぱいいるから、もう俺は監督はできない」というのが口癖だった。『MUNTO』シリーズは、八田社長夫妻から半ば押し付けられて、渋々監督を務めた[19]。
- 作画のスピードを上げるためには、技術以上に完成図をイメージすることが大事だと説いていた[20]。
- 京都アニメーションでは、定時になった瞬間に退出していた。山本寛は、定時に終業するべきという理念と共に、若手アニメーターが木上の机やゴミ箱にある描画を研究する機会を与えていたと推察している[21]。
- 2000年頃、京都アニメーション初のオリジナルアニメ作品として、おとぎ話を脚色した『笠地蔵』の企画が立ち上がった。木上が絵コンテを描き、パイロットフィルムまで製作されたものの、文芸色の強い地味な作品で売れそうにないという理由で企画は流れた。山本寛は『笠地蔵』を制作しなかったのは「京都アニメーション最大の失敗」と主張している。代わりに企画されたのが『MUNTO』シリーズである[6][19]。
- 実名を出したがらず複数のペンネームを使用していた[2]。アニメーターとしては多田文雄（多田文男）、演出家としては三好一郎、梅庵の別名を持ち、京都アニメーション制作またはグロス請けのTVアニメ作品では別名義を使う傾向があった[19]。また、エニックス文庫の小説『ドラゴンギア』では、「砂糖と塩」に由来するさとうとしおのペンネームで挿絵を担当した[2]。
- 音響・音楽周りは全く把握しておらず、山本寛は、監督である木上が常に黙っているので、代わりに自身が指示を出したと証言している[22]。
- 京都アニメーションの女性社員と結婚していた[2]。